# Platysphinx dorsti
Platysphinx dorsti là một loài bướm đêm thuộc họ Sphingidae. Nó được tìm thấy ở Ethiopia.